# إيرزسبيت شار
إيرزسبيت شار (بالمجرية: Erzsébet Schaár) ‏ (1905-1975) هيَ نحاتة هنغارية، وُلدت في 29 يوليو 1905 في بودافوك، وتُوفيت في 29 أغسطس 1975 في بودابست.

## روابط خارجية
- مقدمة عن إيرزسبيت شار على قائمة الاتحاد لأسماء الفنانين.